# Skilanglauf-Alpencup
Der Skilanglauf-Alpencup, teilweise auch FESA Alpen-Cup oder FIS FESA Continentalcup, ist eine von neun Serien im Rahmen des Skilanglauf-Continental-Cup, der unter dem Dach des Internationalen Skiverbands FIS von der Federation of European Ski & Snowboard Associations ausgetragen wird.

## Geschichte
Nachdem der Alpencup über Jahre als Nachwuchsserie ausgetragen wurde, erfolgte nach dem FIS-Kongress 2004 in Miami zur Saison 2004/05 die Eingliederung als offizieller Continental Cup, also als B-Serie zum Skilanglauf-Weltcup. Auch heute gibt es noch einen Jugend-Alpencup, der unter der Bezeichnung U 18 nach den gleichen Regeln wie der Continental Cup ausgetragen wird. Teilnehmen können am Alpencup Skilangläufer aller dem Weltverband FIS angeschlossenen Mitgliedsverbände, jedoch können nur Sportler der FESA-Nordisch-Kommission Punkte nach dem FIS-Punktesystem sammeln. Diese Mitgliedsverbände sind Andorra, Deutschland, Österreich, Frankreich, Italien, Liechtenstein, Slowenien, Spanien, die Schweiz und Tschechien. Aus den vergebenen Punkten wird zum Ende jeder Saison der Gesamtsieger ermittelt, der daraufhin einen festen Startplatz im Weltcup bekommt.
Anders als bei Wertungen im Weltcup können die drei schlechtesten Ergebnisse als Streichresultate aus der Gesamtwertung gestrichen werden, jedoch nur wenn mehr als zwölf Wettbewerbe in der betreffenden Saison ausgetragen werden. Bei den Wettbewerben selbst gibt es neben dem Seniorenbereich auch eine U-20-Wertung für Damen und Herren. Neben der Gesamtwertung werden auch Sieger in den Disziplinwertungen Sprint und Distanz ermittelt. Zudem wird die beste Nation geehrt. Die Gesamtsieger erhalten Trophäen und Preisgelder. Für die Sieger der einzelnen Rennen gibt es Medaillen.
Analog zur Tour de Ski im Weltcup werden im Rahmen des Alpencup zwei Minitourneen über jeweils drei Etappen ausgetragen. Für die besten 30 Athleten der Minitournee werden doppelte Punkte für die Gesamtwertung vergeben. Zudem wird im Rahmen des Alpencups jährlich seit 2011 die Skilanglauf-Europameisterschaft als U-18-Wettbewerb der European Ski Federation (ESF) ausgetragen.

## Ergebnisse der Gesamtwertung

### Männer
| Saison  | Erster                 | Zweiter                | Dritter                 |
| ------- | ---------------------- | ---------------------- | ----------------------- |
| 2004/05 | Roland Clara           | Thomas Moriggl         | Tom Reichelt            |
| 2005/06 | Loris Frasnelli        | Benoît Chauvet         | Florian Kostner         |
| 2006/07 | Dario Cologna          | Giovanni Gullo         | David Hofer             |
| 2007/08 | Florian Kostner        | Tom Reichelt           | Kay Bochert             |
| 2008/09 | Florian Kostner        | Fulvio Scola           | Benoît Chauvet          |
| 2009/10 | Dietmar Nöckler        | Fulvio Scola           | Andreas Katz            |
| 2010/11 | Andy Kühne             | Thomas Bing            | Luca Orlandi            |
| 2011/12 | Marco Mühlematter      | Ivan Perrillat Boiteux | Jonas Baumann           |
| 2012/13 | Franz Göring           | Sebastian Eisenlauer   | Lucas Bögl              |
| 2013/14 | Paul Goalabre          | Francesco De Fabiani   | Andy Kühne              |
| 2014/15 | Paul Goalabre          | Markus Weeger          | Giandomenico Salvadori  |
| 2015/16 | Giandomenico Salvadori | Damien Tarantola       | Valentin Chauvin        |
| 2016/17 | Maicol Rastelli        | Sergio Rigoni          | Irineu Esteve Altimiras |
| 2017/18 | Jean Tiberghien        | Beda Klee              | Valentin Chauvin        |
| 2018/19 | Valentin Chauvin       | Jean Tiberghien        | Simone Dapra            |
| 2019/20 | Jean Tiberghien        | Jules Chappaz          | Stefano Gardener        |
| 2020/21 | Arnaud Chautemps       | Renaud Jay             | Friedrich Moch          |
| 2021/22 | Théo Schely            | Cyril Fähndrich        | Martin Collet           |
| 2022/23 | Julien Arnaud          | Thomas Bing            | Rémi Bourdin            |
| 2023/24 | Rémi Bourdin           | Sabin Coupat           | Mathis Desloges         |
| 2024/25 | Elias Keck             | Gaspard Rousset        | Lorenzo Romano          |

### Frauen
| Saison  | Erste              | Zweite                      | Dritte                          |
| ------- | ------------------ | --------------------------- | ------------------------------- |
| 2004/05 | Coraline Hugue     | Nicole Fessel               | Katrin Zeller                   |
| 2005/06 | Katrin Zeller      | Magda Genuin                | Anke Reschwamm-Schulze          |
| 2006/07 | Marina Piller      | Antje Mämpel                | Émilie Vina                     |
| 2007/08 | Manuela Henkel     | Karin Moroder               | Doris Trachsel                  |
| 2008/09 | Silvia Rupil       | Laura Orgué                 | Ursina Badilatti                |
| 2009/10 | Anouk Faivre-Picon | Virginia De Martin Topranin | Denise Herrmann                 |
| 2010/11 | Monique Siegel     | Élodie Bourgeois-Pin        | Coraline Hugue                  |
| 2011/12 | Célia Aymonier     | Lucia Scardoni              | Sandra Ringwald                 |
| 2012/13 | Monique Siegel     | Sandra Ringwald             | Laura Orgué                     |
| 2013/14 | Francesca Baudin   | Sara Pellegrini             | Giulia Stürz                    |
| 2014/15 | Lucia Scardoni     | Giulia Stürz                | Elisabeth Schicho               |
| 2015/16 | Julia Belger       | Monique Siegel              | Laura Gimmler                   |
| 2016/17 | Caterina Ganz      | Theresa Eichhorn            | Pia Fink                        |
| 2017/18 | Antonia Fräbel     | Sara Pellegrini             | Julia Belger                    |
| 2018/19 | Antonia Fräbel     | Lydia Hiernickel            | Ilaria Debertolis               |
| 2019/20 | Ilaria Debertolis  | Sara Pellegrini             | Elisa Brocard                   |
| 2020/21 | Lisa Lohmann       | Désirée Steiner             | Coletta Rydzek Lydia Hiernickel |
| 2021/22 | Lisa Lohmann       | Nadja Kälin                 | Katherine Sauerbrey             |
| 2022/23 | Helen Hoffmann     | Anja Weber                  | Martina Bellini                 |
| 2023/24 | Nadja Kälin        | Helen Hoffmann              | Nadine Laurent                  |
| 2024/25 | Anna-Maria Dietze  | Iris De Martin Pinter       | Theresa Fürstenberg             |